# Modelowe błony bakteryjne
Modelowe błony bakteryjne – układy imitujące membrany komórek bakteryjnych, wykorzystywane w badaniach mających na celu określenie mechanizmów i interakcji zachodzących między składnikami budującymi błony bakteryjne, między białkami lub lekami i składnikami błony, lub między komórką bakteryjną a komórkami żywiciela. Jednymi z najczęściej stosowanych modeli są liposomy, dwuwarstwy osadzone na ciele stałym lub monowarstwy Langmuira. Wszystkie wymienione podejścia wykorzystują fosfolipidy, będące głównym budulcem błon biologicznych. Są to m.in. fosfatydyloetanoloamina (PE), fosfatydyloglicerol (PG), fosfatydylocholina (PC), kardiolipina (CL) i fosfatydyloseryna (PS). Często stosuje się  dodatek lipopolisacharydów (LPS).

## Monowarstwy Langmuira
Technika monowarstw Langmuira pozwala na utworzenie na granicy faz ciecz/powietrze warstewki imitującej błonę bakteryjną i jest jedną z najczęściej wykorzystywanych metod modelowania membran komórkowych. Naniesienie fosfolipidów rozpuszczonych w substancji niemieszalnej z wodą na powierzchnię polarnej subfazy prowadzi do powstania warstewki o grubości jednej cząsteczki. Wynika to z amfifilowego charakteru cząsteczek fosfolipidów i ich specyficznej orientacji na powierzchni cieczy: fragmenty hydrofobowe ułożone są w sposób ograniczający dostęp do polarnej cieczy, podczas gdy części hydrofilowe silnie oddziałują z subfazą.
Głównymi danymi termodynamicznymi, które otrzymuje się podczas analiz przeprowadzanych przy pomocy techniki Langmuira są zależności ciśnienia powierzchniowego w funkcji powierzchni przypadającej na cząsteczkę, tzw. izotermy π-A. Ponadto możliwy jest pomiar zmian potencjału powierzchniowego w funkcji powierzchni przypadającej na cząsteczkę (izotermy ΔV-A), określenie stopnia upakowania cząsteczek, obserwacja morfologii powierzchni modelowej błony przy użyciu mikroskopu kąta Brewstera, analiza penetracji monowarstwy przez peptydy lub przeniesienie warstewki na ciało stałe.

### Badania penetracji monowarstw Langmuira

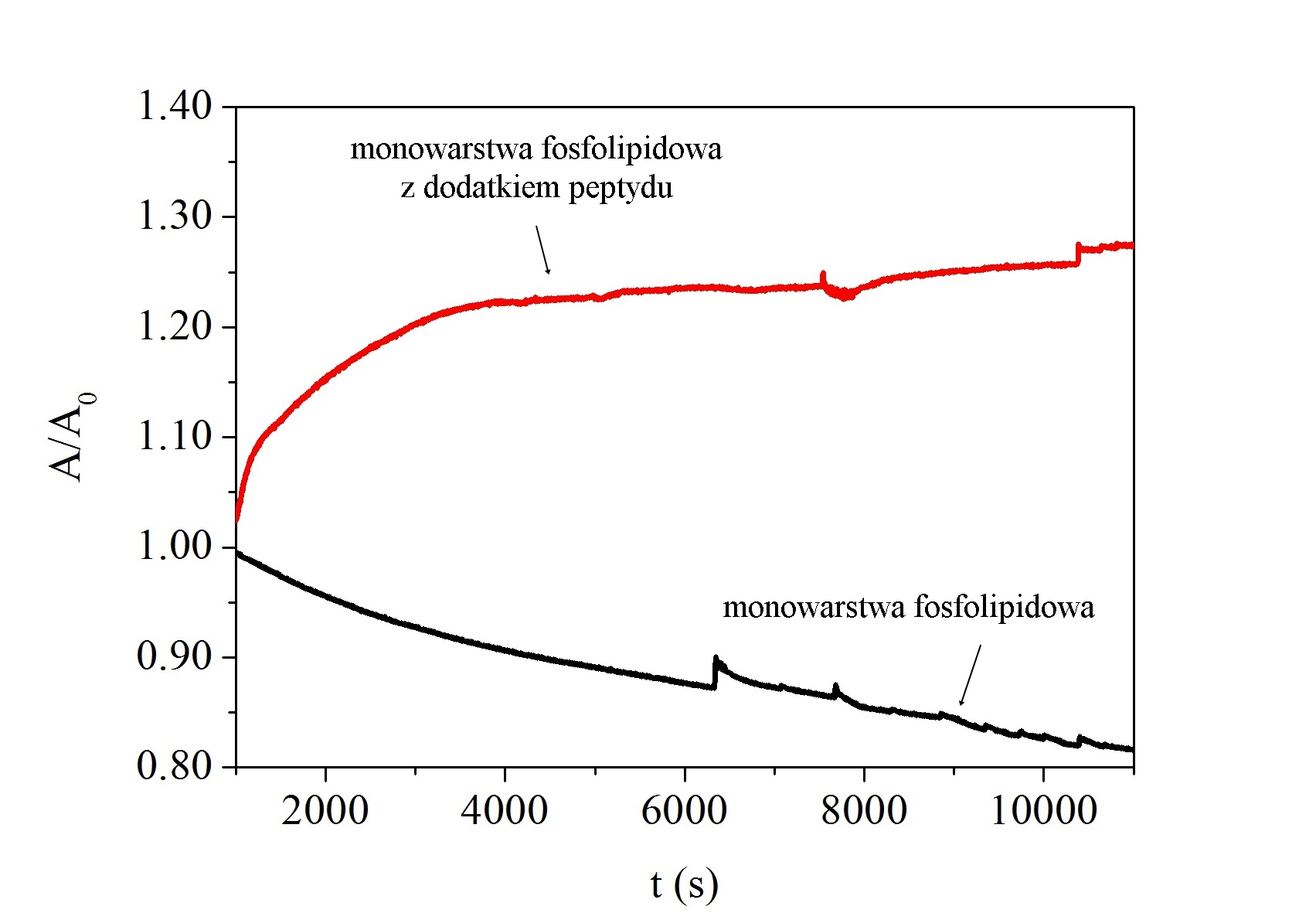
Wykres zmian powierzchni przypadającej na cząsteczkę w funkcji czasu dla monowarstwy fosfolipidowej w obecności i nieobecności peptydu w subfazie – wbudowanie peptydu w monowarstwę

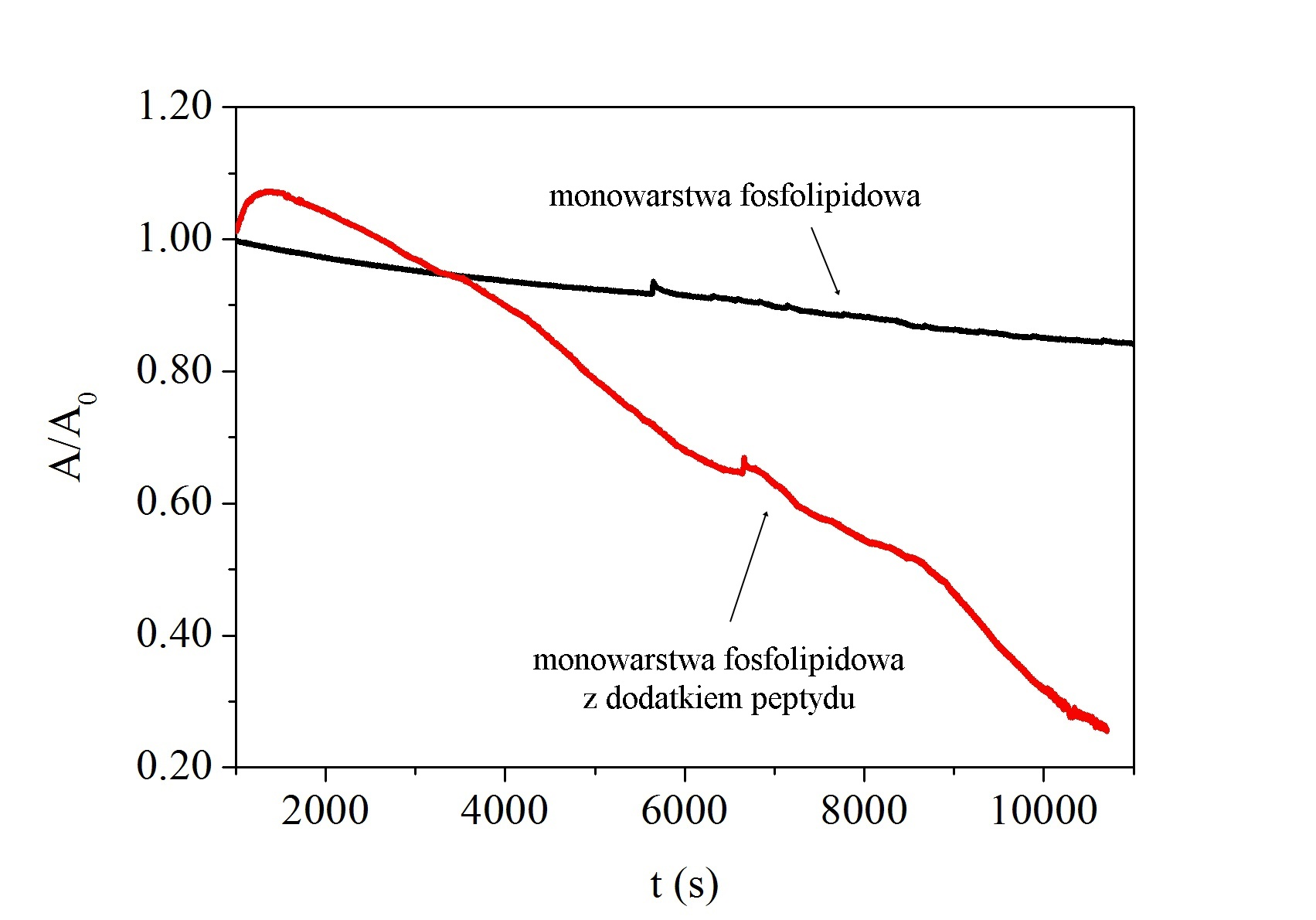
Wykres zmian powierzchni przypadającej na cząsteczkę w funkcji czasu dla monowarstwy fosfolipidowej w obecności i nieobecności peptydu w subfazie – desorpcja cząsteczek do subfazy

Analizy penetracji modelowych błon przez peptydy przeciwdrobnoustrojowe, antybiotyki lub inne substancje oddziałujące z membranami dostarczają informacji dotyczących mechanizmu ich działania. 

#### Metodyka
Pomiary przeprowadzane są przy użyciu wanny Langmuira. Modelowe błony uzyskiwane są przez naniesienie fosfolipidów na powierzchnię cieczy i sprężenie ich za pomocą symetrycznych barierek. Podczas kompresji mierzone są zmiany ciśnienia powierzchniowego (π) w funkcji powierzchni przypadającej na cząsteczkę (A). Badania penetracji mogą być przeprowadzane na dwa sposoby – przy stałym ciśnieniu powierzchniowym lub stałej powierzchni przypadającej na cząsteczkę. W pierwszym podejściu monowarstwa jest sprężana do określonej wartości ciśnienia powierzchniowego (np. 30 mN/m), po czym ciśnienie jest utrzymywane dzięki oscylacyjnym ruchom symetrycznych barierek. Po pewnym czasie peptyd (lub inna badana substancja) dozowany jest pod monowarstwę. Obserwowane są zmiany powierzchni przypadającej na cząsteczkę w czasie. W drugim wspomnianym podejściu utrzymywana jest stałą wartość stosunku powierzchni na cząsteczkę i obserwowane są zmiany ciśnienia powierzchniowego w czasie.

#### Interpretacja wyników
Wynikiem analizy jest wykres zmian powierzchni przypadającej na cząsteczkę (przy stałym π) lub ciśnienia powierzchniowego (przy stałym A) w funkcji czasu (t). Wartości parametru ulegającego zmianie podczas analizy są normalizowane w celu porównania wpływu substancji na monowarstwy o różnym składzie, ze względu na zależność A od ilości cząsteczek substancji (masy molowej, stężenia i objętości roztworu), z której tworzone są modelowe błony na granicy faz ciecz–powietrze.
Wzrost powierzchni przypadającej na cząsteczkę przy utrzymywanym stałym ciśnieniu świadczy o wbudowaniu się substancji membranolitycznej w strukturę monowarstwy. Z kolei spadek tego parametru świadczy o desorpcji cząsteczek z monowarstwy do subfazy, co prowadzi do destabilizacji modelowej błony. Analogicznie interpretowane są zmiany ciśnienia powierzchniowego przy stałej powierzchni na cząsteczkę – wzrost parametru świadczy o inkorporacji cząsteczek na granicy faz, zaś spadek sugeruje desorpcję.

#### Przykłady zastosowania
W literaturze opisanych jest wiele przykładów zastosowania badań penetracji do określenia mechanizmu działania środków membranolitycznych, takich jak np. peptydu LL-37 (ludzka katelicydyna), pochodnych laktoferyny, melityny, lizyny oraz kardiotoksyny względem modelowych błon bakteryjnych. W większości przypadków modelowe błony tworzone są z fosfolipidów wzorcowych, takich jak obojnaczy DPPC (1,2-dipalmitoilo-sn-glicero-3-fosfocholina) oraz anionowy DPPG (1,2-dipalmitoilo-sn-glicero-3-fosfo-rac-(1-glicerol)).